# Buffalo Bisons (AHL)
Die Buffalo Bisons waren ein US-amerikanisches Eishockeyfranchise der American Hockey League in Buffalo, New York. Die Spielstätte der Bisons war das Buffalo Memorial Auditorium.

## Geschichte
Nach der Saison 1939/40 wurden die Syracuse Stars vom Geschäftsmann Louis M. Jacobs gekauft und nach Buffalo, New York, umgesiedelt, wo sie ab der Saison 1940/41 als Buffalo Bisons in der American Hockey League spielten. Nachdem die Bisons in ihren ersten beiden AHL-Spielzeiten jeweils die Playoffs verpassten, gewannen sie 1943 und 1944 jeweils den prestigeträchtigen Calder Cup. Nach dem Erstrundenaus 1945 gelang es Buffalo 1946 zum dritten Mal in der Franchisegeschichte den Calder Cup zu gewinnen, als sie sich knapp mit 4:3-Siegen gegen die Cleveland Barons durchsetzten. Nach diesem Erfolg dauerte es bis 1963, bis die Buffalo Bisons erneut den Calder Cup gewinnen konnten. Zuvor scheiterte man 1948, 1955, 1959 und 1962 jeweils in den Finalspielen.
In der Saison 1969/70 gewannen die Bisons den Calder Cup zum fünften und letzten Mal mit einem Sweep in der Best-of-Seven-Serie gegen die Springfield Kings. Nach der Spielzeit wurde nach 30 Jahren der Spielbetrieb eingestellt, da mit den Buffalo Sabres für die Saison 1970/71 erstmals ein Team aus Buffalo in die National Hockey League aufgenommen wurde. Mit fünf Siegen und vier Finalniederlagen waren die Buffalo Bisons eines der erfolgreichsten Franchises in der AHL-Geschichte.

## Team-Rekorde

### Karriererekorde
Spiele: 784  Larry Wilson
Tore: 267  Larry Wilson
Assists: 429  Larry Wilson
Punkte: 696  Larry Wilson
Strafminuten: 911  Ed Van Impe